# Красная Поляна (Песчанокопский район)
Кра́сная Поля́на — село в Песчанокопском районе Ростовской области.
Административный центр Краснополянского сельского поселения.

## История
Название произошло от маков, которые повсюду растут вдоль дорог. По преданию местных жителей само село построено на месте поля из маков. Основано в 1812 году. Первоначально именовалось как Краснополянское.
Основными занятиями жителей являлись хлебопашество и отчасти скотоводство.
В 1836 году в селе была построена церковь в честь Казанской Божией Матери.
В 1890 году была построена вторая церковь, также в честь Казанской Божией Матери.
По состоянию на 1897 год в селе действовало два училища — Министерства народного просвещения и церковно-приходское, имелся фельдшер, село входило в состав Медвеженского уезда Ставропольской губернии. В селе насчитывалось 1250 дворов с 2330 домами. По окладным листам в селе 2658 ревизских душ, а по посемейным спискам — 4388 мужского пола и 4304 женского пола наличных душ. Иногородних — 130 семейств. Коренное население села состояло преимущественно из великороссов, но были и малороссы, те и другие почти все из Воронежской губернии. Иногородние из Черниговской губернии и Донской области.
В 1900 году построена Свято-Духовская церковь. В 1911 году по церковным данным проживал 5 171 житель.
После Великой Октябрьской социалистической революции в 1917 году, произошли изменения в административно-территориальной устройстве. Так, с июня 1924 года село Красная Поляна вошло в состав Белоглинского района (центр с. Белая Глина) Сальского округа Юго-Востока России, позже Северо-Кавказского края.
После проведённой в 1926 году Всероссийской переписи населения в селе Красная Поляна насчитывалось 11 073 душ обоего пола, в том числе 4 967 мужского и 5 690 женского пола.
После разделения Северо-Кавказского края в январе 1934 года на Азово-Черноморский и Северо-Кавказский, село Красная Поляна в составе Белоглинского района вошло в состав Азово-Черноморского края.
На основании постановления Президиума ВЦИК СССР от 28 декабря 1934 года Красно-Полянский сельсовет и село Красная Поляна были переданы из Белоглинского района в состав вновь образованного Песчанокопского района в начале Азово-Черноморского края, а с сентября 1937 года Ростовской области.
В период с марта 1963 года по ноябрь 1965 года, после временного упразднения Песчанокопского района, село Красная Поляна входило в состав Сальского района. С ноября 1965 года Красная Поляна состоит в административном подчинении Песчанокопского района Ростовской области. В настоящее время образует Краснополянское сельское поселение и является его административным центром.

## География
Красная Поляна расположено на берегах реки Большой Егорлык, на юго-востоке Печанокопского района Ростовской области, в 21 км от ближайшей железнодорожной станции Развильная, в 48 км к востоку от районного центра села Песчанокопского и в 60 км от ближайшего города Сальска.

### Уличная сеть
| - ул. Владимирова, - ул. Выгон, - ул. Заречная, - ул. Кирова, - ул. Колхозная, - ул. Комсомольская, - ул. Красная, - ул. Крестьянская, | - ул. Лазарева, - ул. Молодёжная, - ул. Новая, - ул. Островского, - ул. Первомайская, - ул. Пионерская, - ул. Полевая, - ул. Прохладная, | - ул. Садовая, - ул. Северная, - ул. Советская, - ул. Солнечная, - ул. Социалистическая, - ул. Степная, - ул. Талаева, - ул. Чапаева, | - ул. Чкалова, - Школьная площадь, - пер. Восточный, - пер. Дальний, - пер. Западный, - пер. Мирный, - пер. Речной. |

## Население
Динамика численности населения
| 1873  | 1909   | 1926   | 1939  |
| ----- | ------ | ------ | ----- |
| 6 193 | 14 473 | 11 073 | 5 158 |

| 1883  | 1884  | 1989  | 2002  | 2010  | 2012  | 2013  | 2014  |
| ----- | ----- | ----- | ----- | ----- | ----- | ----- | ----- |
| 7922  | ↗8206 | ↘3862 | ↘3734 | ↘3546 | ↘3456 | ↘3416 | ↘3344 |
| 2015  | 2016  | 2017  | 2018  | 2019  | 2020  | 2021  |       |
| ↘3307 | ↘3253 | ↘3222 | ↘3144 | ↘3076 | ↘2998 | ↘2914 |       |

## Известные люди
Уроженцы села:
- Владимиров, Михаил Григорьевич (1918—1992) — Герой Советского Союза, в честь него названа одна из улиц села.
- Лазарев, Георгий Меркурьевич (1925—1944) — Герой Советского Союза, в честь него названа одна из улиц села.
- Лукьянченко, Андрей Анисимович (1923—2022) — Герой Социалистического Труда.
- Мариненко, Иван Тарасович (1911—1977) — Герой Социалистического Труда.
- Перевозников, Мирон Иванович (1904—1984) — советский военачальник, генерал-майор.

## Инфраструктура
В селе имеется социальная инфраструктура, представленная Краснополянской средней общеобразовательной школой № 32 имени Героя Советского Союза М. Г. Владимирова, детским садом «Красная Шапочка», амбулаторией, аптекой, сельским Домом культуры, библиотекой, классом Песчанокопской школы искусств, многочисленными магазинами и торговыми точками.
Село Красная Поляна полностью газифицировано природным газом, обеспечено на 100 % электро- и водоснабжением, основные улицы и переулки имеют асфальтовое покрытие, тротуары. В центральной части села имеется благоустроенный парк культуры с мемориалом в честь воинов, погибших в годы Великой Отечественной войны.

## Археология
Рядом с селом Красная Поляна находятся:
- Курганная группа «Водохранилище» (2 кургана) — в 1,0 км к северу от села.
- Курган «Дальний» — в 1,5 км к северу от села.
- Курганная группа «Долгий» (4 кургана) — в 2,0 км к северу от села.
- Курганная группа «Краснополянский-Левобережный» (2 кургана) — в 1,0 км к северо-востоку от села.
- Курган «Мысовой» — западная окраина села.
- Курганная группа «Овчарня» (2 кургана) — в 2,0 км к востоку от села.
- Курган «Отдельный» — южная окраина села.
- Курган «Прудовый I» — в 5,0 км к юго-западу от села.
- Курган «Тригопункт» — в 5,5 км к востоку от села.